# Bowling aux Jeux mondiaux de 1981
Navigation
Londres 1985
Les épreuves de bowling des Jeux mondiaux de 1981 ont lieu du 25 juillet au 3 août 1981 à Santa Clara (États-Unis).

## Podiums
| Épreuves          | Or                                   | Argent                               | Bronze                                  |
| ----------------- | ------------------------------------ | ------------------------------------ | --------------------------------------- |
| Individuel Hommes | Norvège Arne Svein Strøm             | Autriche Ernst Berndt                | Australie Chris Batson                  |
| Individuel Femmes | France Liliane Grégori               | Thaïlande Porntip Singha             | États-Unis Mary Lou Vining              |
| Double mixte      | Australie Ruth Guerster Chris Batson | Finlande Ari Leppala Mikko Kaartinen | Autriche Hilde Reitermaier Ernst Berndt |

## Tableau des médailles
| Rang  | Nation     | Or | Argent | Bronze | Total |
| ----- | ---------- | -- | ------ | ------ | ----- |
| 1     | Australie  | 1  | 0      | 1      | 2     |
| 2     | France     | 1  | 0      | 0      | 1     |
| 2     | Norvège    | 1  | 0      | 0      | 1     |
| 4     | Autriche   | 0  | 1      | 1      | 2     |
| 5     | Thaïlande  | 0  | 1      | 0      | 1     |
| 5     | Finlande   | 0  | 1      | 0      | 1     |
| 7     | États-Unis | 0  | 0      | 1      | 1     |
| TOTAL | TOTAL      | 3  | 3      | 3      | 9     |